# Greg Joy
Greg Joy, född den 23 april 1956 i Portland, Oregon, är en kanadensisk friidrottare inom mångkamp.
Han tog OS-silver i höjdhopp vid friidrottstävlingarna 1976 i Montréal. 